# Stephen Foster
Stephen Collins Foster (n. 4 iulie 1826 - d. 13 ianuarie 1864), supranumit „părintele muzicii americane”, a fost un textier american cunoscut pentru cântece precum "Oh! Susanna," "Camptown Races," "Old Folks at Home," "My Old Kentucky Home," "Jeanie with the Light Brown Hair," "Old Black Joe," și "Beautiful Dreamer." A scris versurile a peste 200 de cântece, multe dintre ele rămănând populare și la 150 de ani de la moartea acestuia.

## Legături externe
- Partituri de Stephen Foster la International Music Score Library Project
- Stephen Foster la Internet Movie Database
- Stephen Foster la Find a Grave

1. ↑  Find a Grave, accesat în 18 iunie 2024
2. ↑  CONOR.SI[*] Verificați valoarea |titlelink= (ajutor)
3. ↑  Czech National Authority Database, accesat în 1 martie 2022